# Švihov (Klatovyi járás)
Švihov település Csehországban, a Klatovyi járásban. Švihov Dolany, Mezihoří, Nezdice, Borovy, Měčín, Předslav, Kbel, Vřeskovice, Klatovy, Červené Poříčí, Ježovy és Vlčí településekkel határos. Lakosainak száma 1671 fő (2024. január 1.).

## Népesség
A település lakosságának változását az alábbi diagram mutatja:
| Lakosok száma | 2802 | 2887 | 2868 | 2340 | 1808 | 1633 | 1691 | 1678 | 1644 | 1671 |
|               | 1869 | 1890 | 1921 | 1950 | 1980 | 2001 | 2017 | 2019 | 2022 | 2024 |

## Galéria

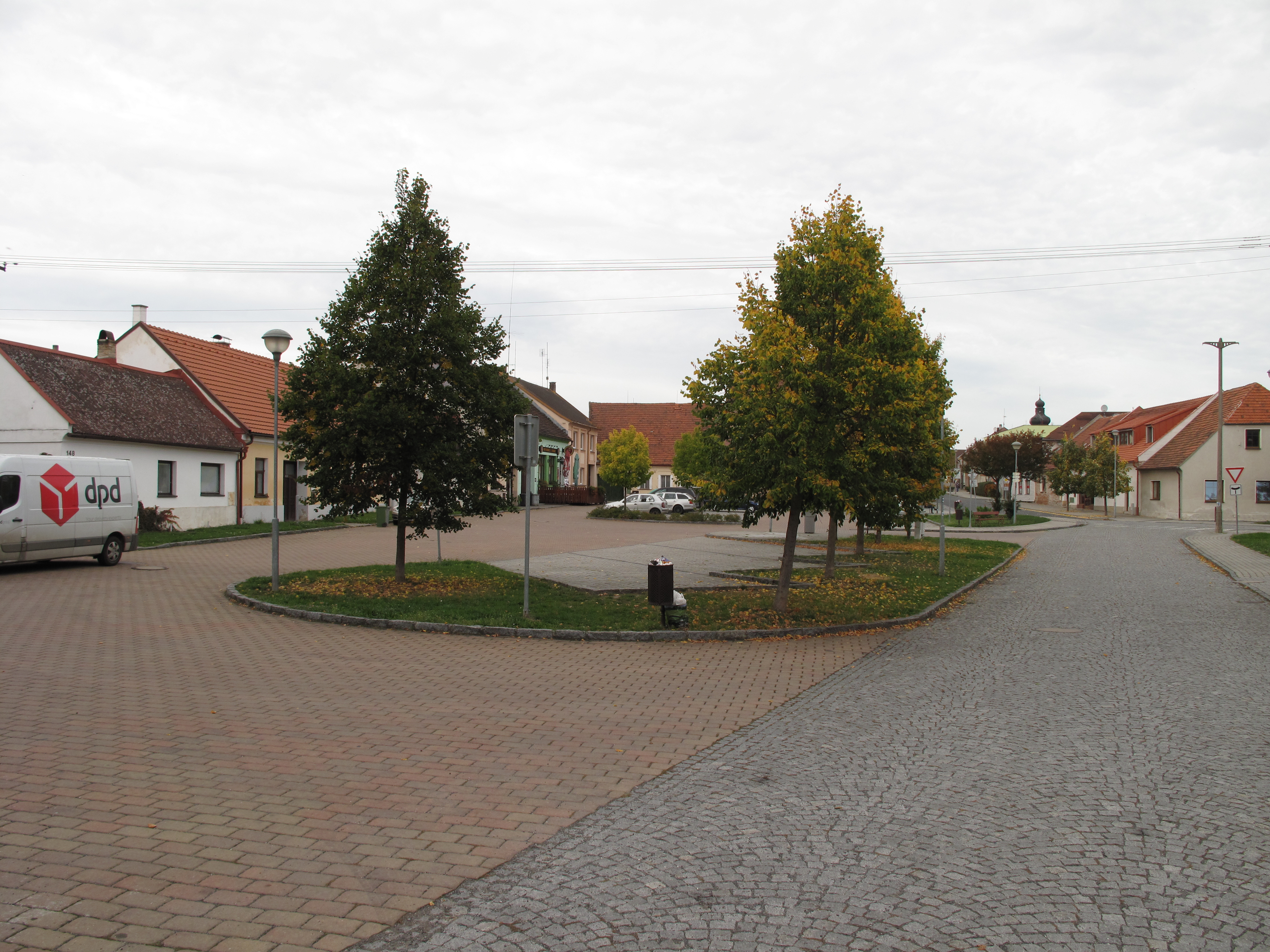
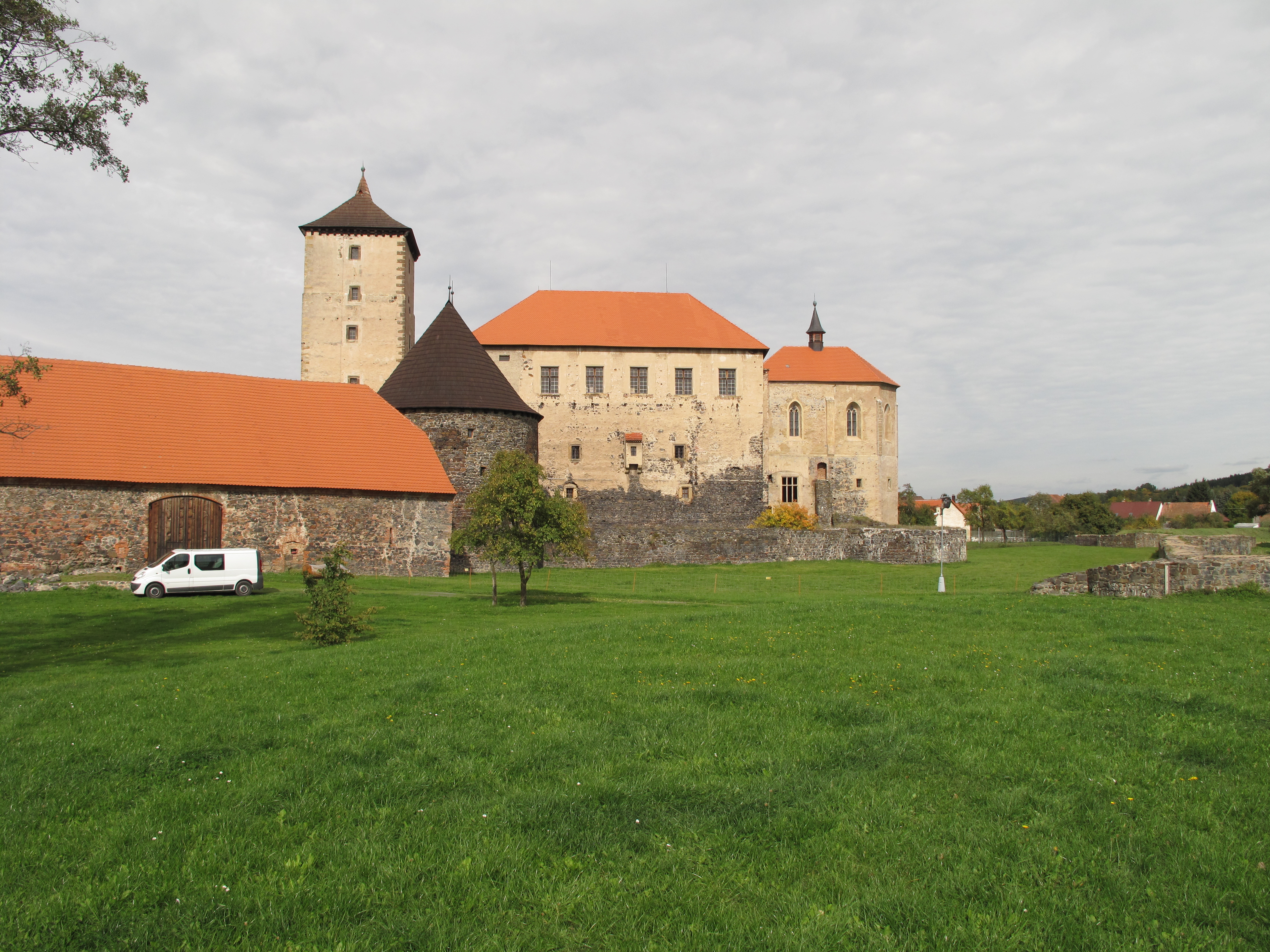
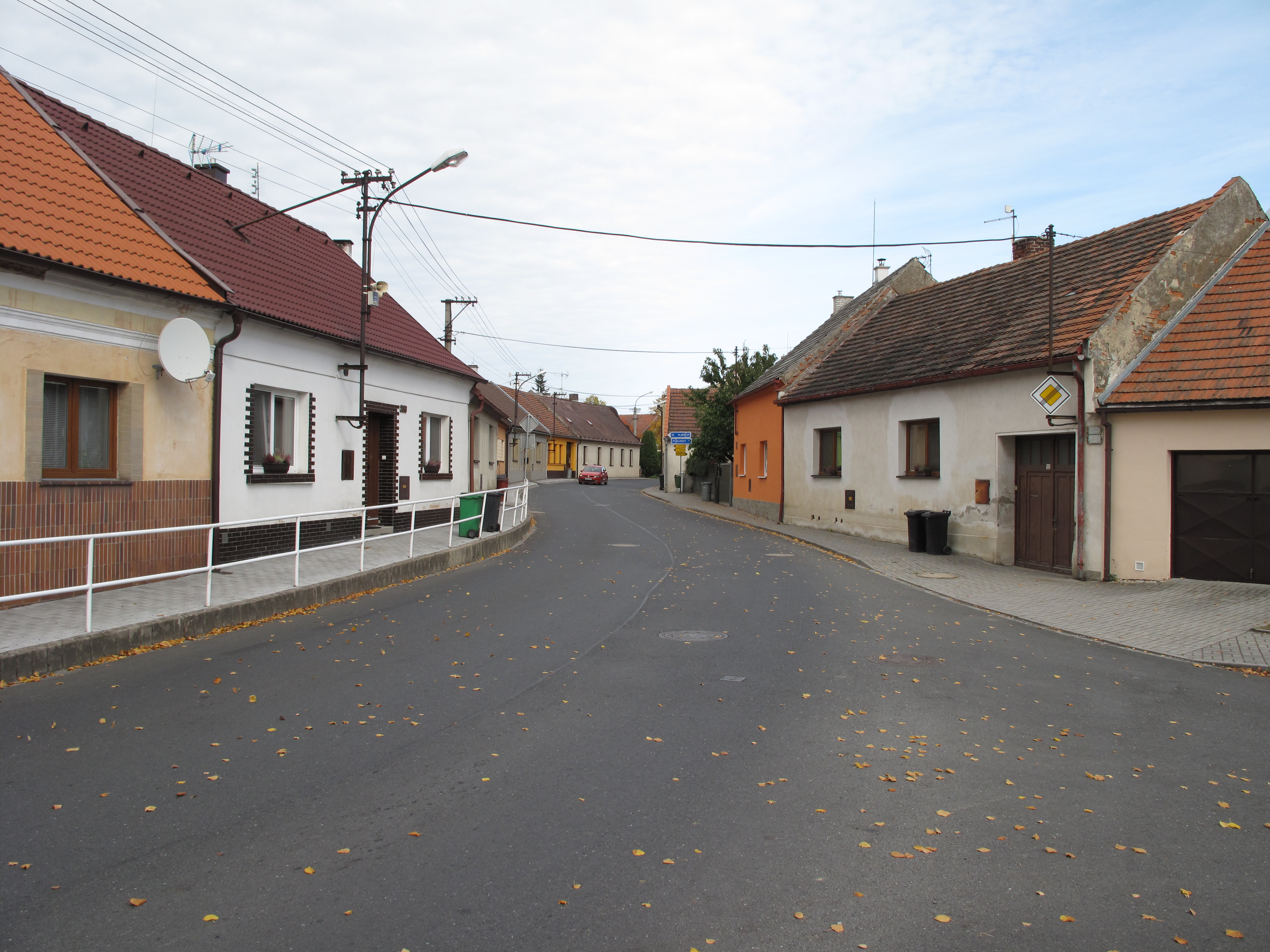